# Jerry Mastrodomenico
Jerry Mastrodomenico, all'anagrafe Gerardo Mastrodomenico (Modena, 23 ottobre 1968), è un attore italiano.
È nipote di Emidio Mastrodomenico, una delle vittime della Strage di Piazzale Loreto.

## Filmografia

### Televisione
- Sotto la luna, regia di Franco Bernini – film TV (1998)
- Le ragioni del cuore – miniserie TV, episodio Cerco lavoro (2002)
- Distretto di Polizia 4, regia Monica Vullo – serie TV, episodi 4x13-4x20-4x21 (2003)
- R.I.S. - Delitti imperfetti, regia di Alexis Sweet - serie TV, episodi 1x06-1x07 (2005)
- Distretto di Polizia 6, regia Antonello Grimaldi – serie TV, episodio 6x02 (2006)
- R.I.S. 3 - Delitti imperfetti, regia di Alexis Sweet e Pier Belloni - serie TV, episodio 3x02 (2007)
- Distretto di Polizia 8, regia di Alessandro Capone - serie TV, episodio 8x16 (2008)
- Mal'aria, regia di Paolo Bianchini – film TV (2009)
- Distretto di Polizia 9, regia di Alberto Ferrari - serie TV, episodio 9x08 (2009)
- Distretto di Polizia 10, regia di Alberto Ferrari – serie TV, episodi 10x09-10x15 (2010)
- Boris, regia di Davide Marengo – serie TV, 6 episodi (2010, 2022)
- Walter Chiari - Fino all'ultima risata, regia di Enzo Monteleone – film TV (2012)
- Il sogno del maratoneta, regia di Leone Pompucci – film TV (2012)
- Nero Wolfe – serie TV, episodio 1x06 (2012)
- Pietro Mennea - La freccia del Sud, regia di Ricky Tognazzi – miniserie TV (2015)
- Non uccidere, regia di Giuseppe Gagliardi – serie TV, episodio 1x03 (2015)
- I misteri di Laura – serie TV, episodio 1x05 (2015)
- L'ispettore Coliandro, regia dei Manetti Bros. – serie TV, episodio 5x05 (2016)
- Il capitano Maria, regia di Andrea Porporati – miniserie TV (2018)
- Prima che la notte, regia di Daniele Vicari – film TV (2018)
- I nostri figli, regia di Andrea Porporati – film TV (2018)
- Come una madre, regia di Andrea Porporati – miniserie TV (2020)
- Nero a metà – serie TV, episodio 2x04 (2020)
- L'Alligatore, regia di Daniele Vicari ed Emanuele Scaringi – serie TV, episodi 1x06-1x08 (2020)
- Lea, regia di Isabella Leoni e Fabrizio Costa – serie TV (2022-2023)
- Vivere non è un gioco da ragazzi, regia di Rolando Ravello - serie TV, 4 episodi (2023)
- Cuori, regia di Riccardo Donna - serie TV, episodio 2x04 (2023)[senza fonte]
- Imma Tataranni - Sostituto procuratore, regia di Francesco Amato - serie TV, episodio 3x04 (2023)
- Il clandestino, regia di Rolando Ravello - serie TV, episodio 1x03 (2024)
- Kostas, regia di Milena Cocozza – serie TV (2024)
- Tutto quello che ho, regia di Monica Vullo e Riccardo Mosca – miniserie TV (2025)

### Cinema
- Piccole anime, regia di Giacomo Ciarrapico (1998)
- Eccomi qua, regia di Giacomo Ciarrapico (2003)
- Passannante, regia di Sergio Colabona (2011)
- Diaz - Don't Clean Up This Blood, regia di Daniele Vicari (2012)
- Come il vento, regia di Marco Simon Puccioni (2013)
- Il permesso - 48 ore fuori, regia di Claudio Amendola (2017)
- L'amore a domicilio, regia di Emiliano Corapi (2019)
- (Im)perfetti criminali, regia di Alessio Maria Federici (2022)
- Il grande giorno, regia di Massimo Venier (2022)
- Il nibbio, regia di Alessandro Tonda (2025)

## Teatro
- Misery non deve morire, di Simon Moore, regia di Ugo Chiti (1996)
- Io non c'entro, di Mattia Torre e Giacomo Ciarrapico, regia di Giacomo Ciarrapico (1996)
- Sorelle, ma solo due di Franca Valeri, regia di Aldo Terlizzi (1996)
- Piccole anime, di Mattia Torre e Giacomo Ciarrapico, regia di Giacomo Ciarrapico (1998)
- Troilo e Cressida, di William Shakespeare, regia di Maurizio Panici (1999)
- Macbeth, di William Shakespeare, regia di Antonio Latella (2000)
- I fioretti di San Francesco, oratorio in tre parti di Federico Bonetti Amendola (2002)
- In bicicletta - un fiore sul manubrio, di David Norisco, regia di G. Corsoni (2003)
- Per te mia bella patria, testo e regia di Massimo Piesco (2006)
- Ballata di un amore italiano in cinque silenzi, progetto e regia di Antonio Damasco (2006)
- L'orologio di Aldo, testo e regia di Riccardo Mosca (2008)
- Casa mia, di Carlo La Chimia e Riccardo Mosca, regia di Riccardo Mosca (2010)
- Il giardino dei ciliegi, di Anton Čechov, regia Reza Keradman (2010)
- I coltelli nella schiena, le ali nel muso, di Pierre Notte, regia Reza Keradman (2010)
- L'esorcista, di John Pielmeier, regia di Alberto Ferrari (2019)